# Zhang Qian

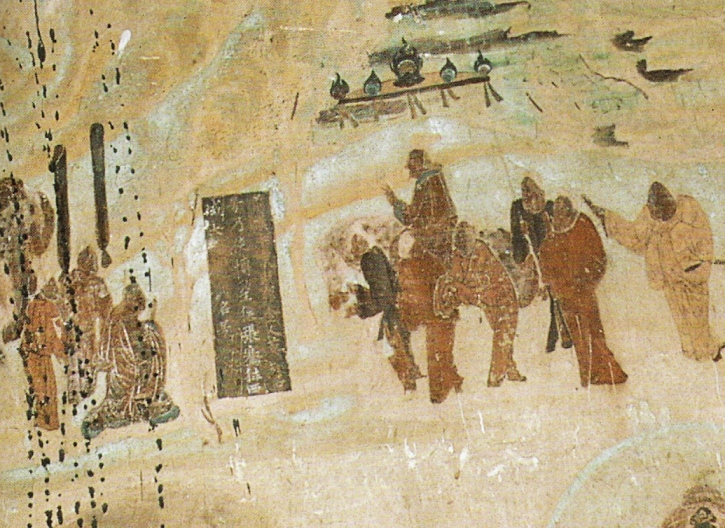
Zhang Qian verlässt Kaiser Wu. Frühe Tang-Dynastie, Mogao-Grotten (Nr. 323).

Zhang Qian (chinesisch 張騫, Pinyin Zhāng Qiān, W.-G. Chang Ch’ien; * 195 v. Chr.; † 114 v. Chr.) war ein chinesischer Entdecker und kaiserlicher Gesandter im 2. Jahrhundert v. Chr., zur Zeit der Han-Dynastie. Ihm gelang es als erstem chinesischen Beamten, dem Kaiserhof verlässliche Informationen über Zentralasien zu verschaffen (unter Kaiser Wu). Er war außerdem ein Pionier der chinesischen Kolonisation und Eroberung der Xinjiang-Region. Zhang Qians Berichte über seine Erkundungen in Zentralasien sind in den Shiji von Sima Qian festgehalten.

## Leben
Zhang Qian wurde im Land Chenggu (城固) in der Hanzhong-Kommandantur (漢中) (im westlichen China) geboren. Zwischen 140 und 134 v. Chr. begab er sich als Edelmann (郎) in die Hauptstadt Chang’an, um Kaiser Wu zu dienen. Zu dieser Zeit kontrollierten die Xiongnu die heutige Innere Mongolei und Xiyu (西域, „westliche Gebiete“).

### Erste Gesandtschaft nach Westen
Der Kaiserhof schickte Zhang Qian im Jahr 138 mit einer Gesandtschaft von über 100 Mann nach Xiyu, darunter auch ein Führer der Xiongnu, der übergelaufen war. Zhang Qian hatte den Auftrag, ein Bündnis mit den Yuezhi im heutigen Tadschikistan zu erreichen. Auf dem Weg wurde er von den Xiongnu gefangen genommen und für zehn Jahre festgehalten. Er nahm eine Xiongnu zur Frau und erlangte das Vertrauen des Stammesführers.
Als Zhang Qian schließlich die Yuezhi-Länder erreichte, fand er seine Einwohner zu eingesessen, um sich mit den Xiongnu zu bekriegen. Er verbrachte ungefähr ein Jahr bei den Yuezhi und dokumentierte ihre Bräuche, ihre Lebensart und ihre Wirtschaft, bevor er nach China zurückkehrte.

### Zhang Qians Bericht

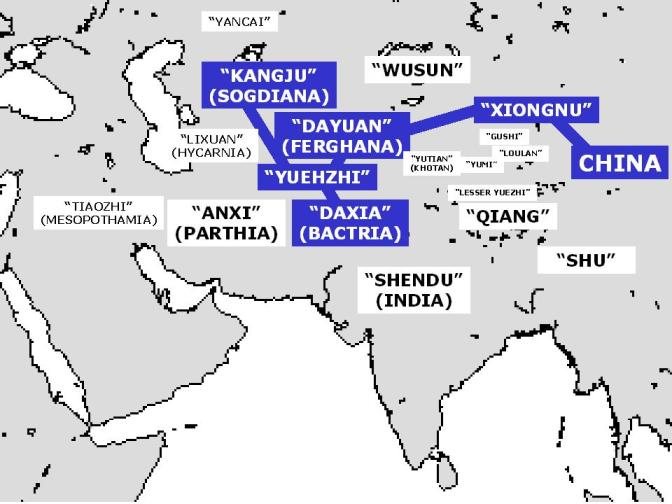
Karte der Länder, die Zhang Qian beschreibt. Von ihm besuchte Länder sind blau gekennzeichnet.

Zhang Qians Reisebericht wurde in der Chronik des 1. Jahrhunderts v. Chr. von Sima Qian häufig zitiert. Zhang Qian besuchte das Königreich Dayuan in Ferghana, die Yuezhi-Gebiete in Transoxanien, das baktrische Land Daxia mit den Resten der griechisch-baktrischen Herrschaft und Kangju (Sogdien). Er berichtete auch über ihre Nachbarländer, die er selbst nicht besucht hatte: Anxi (Parthien), Tiaozhi (Mesopotamien), Shendu (Indien) und Wusun.

#### Dayuan (Ferghana)
Zhang Qian beginnt mit einem Bericht über das erste fremde Land, das er nach seiner Gefangenschaft bei den Xiongnu besichtigte: Dayuan, im Ferghanatal westlich des Tarim-Beckens. Er schätzt das Volk der Dayuan als eine hochentwickelte städtische Kultur ein, gleichsam die Parther und Baktrer. Der Name Dayuan („großes Yuan“) kann eine Transliteration der Bezeichnung Yona für die Griechen sein, die vom 4. bis zum 2. Jahrhundert v. Chr. dieses Gebiet besetzt hielten.
„Dayuan liegt südwestlich des Landes der Xiongnu, etwa 10.000 Li (5000 km) westlich von China. Seine Einwohner sind sesshaft, bestellen ihre Felder und pflanzen Reis und Weizen. Sie stellen auch Wein aus Trauben her. Das Volk wohnt in Häusern, die in befestigten Städten stehen. Es gibt in dieser Region etwa siebzig Städte von unterschiedlicher Größe. Das Volk zählt mehrere Hunderttausend.“
Zhang berichtete über das berühmte große und kräftige „blutschwitzende“ Ferghana-Pferd, das den lokalen chinesischen Rassen überlegen war. Kaiser Wu von Han versuchte zunächst die Himmlischen Ferghana-Pferd über Handel zu erwerben, was jedoch misslang. Daraufhin eroberte der Kaiser im Krieg der Himmlischen Pferde die Region und erlangte auf diese Weise Zugang zu den Pferden und etablierte die Seidenstrasse, auf der zunächst Pferde gegen Seide gehandelt wurde.

#### Yuezhi (Tocharer?)
Mit Unterstützung durch den König von Dayuan begab sich Zhang Qian südwestlich in das Gebiet der Yuezhi, mit denen er eine Allianz gegen die Xiongnu erreichen sollte. Über seine Reise berichtet er wie folgt:
„Die Großen Yuezhi leben 2000 bis 3000 Li westlich von Dayuan, nördlich vom Fluss Gui (Amudarja). Ihr Land wird im Süden von Daxia (Baktrien), im Westen von Anxi (Parthien) und im Norden von Kangju (Sogdien) begrenzt. Sie sind ein Nomadenvolk und ziehen mit ihren Herden von Ort zu Ort, und ihre Gebräuche ähneln den Xiongnu. Sie verfügen über 100.000 oder 200.000 Bogenschützen.“
Zhang Qian beschreibt auch den Ursprung der Yuezhi, den er im Tarim-Becken vermutet. Dies hat moderne Historiker ermutigt, die Yuezhi mit den dort gefundenen europäisch anmutender Mumien und den indogermanischen Tocharern in Verbindung zu bringen.
„Die Yuezhi lebten ursprünglich zwischen dem Qilian-Gebirge (Tianshan) und Dunhuang, aber nachdem sie von den Xiongnu besiegt wurden, zogen sie in den fernen Westen zu den Dayuan. Dort griffen sie das Volk von Daxia (Baktrien) an und richteten ihren Königshof am nördlichen Ufer des Gui (Oxus) ein.“
Die „kleinen Yuezhi“, die mit den „großen“ Yuezhi verwandt sind, sollen laut Zhang Qians Bericht an der Migration nicht teilgenommen haben und suchten bei den „Qiang-Barbaren“ (Tibeter) ihre Zuflucht.

#### Daxia (Baktrien)
In Daxia erlebte Zhang Qian wahrscheinlich die letzte Phase des Griechisch-Baktrischen Königreichs, in der es von den nomadischen Yuezhi unterworfen wurde. Die wenigen verbleibenden Fürsten von Baktrien besaßen keine Macht und waren anscheinend Vasallen der Yuezhi.
„Daxia ist mehr als 2000 Li (1000 km) westlich von Dayuan (Ferghana) gelegen, südlich des Gui (Amudarja). Seine Bewohner bestellen das Land und leben in Häusern und Städten. Ihre Bräuche gleichen denen der Dayuan. Sie haben keinen starken Anführer, nur zahlreiche kleine Fürsten, die über verschiedene Städte herrschen. Das Volk hat wenig Ahnung vom Umgang mit Waffen und fürchtet kriegerische Auseinandersetzungen. Dafür aber sind sie geschickte Händler. Seitdem die Großen Yuezhi ihr Land unterworfen haben, sind sie ihnen untertan. Die Bevölkerung des Landes ist groß, wohl 1.000.000 Menschen oder mehr. In der Hauptstadt Lanshi (Baktra) werden alle möglichen Güter gehandelt.“

#### Shendu (Indien)
Zhang Qian berichtet auch von der Existenz Indiens südöstlich von Baktrien. Die Bezeichnung „Shendu“ rührt von dem Wort Sindho her, das die Einwohner des Reiches Sindh verwendeten. Sindh war damals das fortgeschrittenste der indischen Teilreiche und prosperierte durch den Seehandel mit Persien und Arabien. Es gehört heute zu Pakistan. Im nordwestlichen Indien herrschten zu dieser Zeit Griechen, die um 180 v. Chr. ein Indo-Griechisches Königreich gegründet hatten.
„Südöstlich von Daxia liegt das Königreich Shendu… Sie sagten mir, es liege einige tausend Li südöstlich von Daxia. Die Bewohner dort bebauen das Land und leben ähnlich wie das Volk von Daxia. Die Region soll heiß und feucht sein. Ihre Einwohner reiten auf Elefanten in die Schlacht, und das Königreich liegt an einem großen Fluss (der Indus?).“

#### Anxi (Parthien)
Zhang Qian beschreibt Parthien deutlich als fortgeschrittene urbane Zivilisation, die mit Baktrien und Ferghana vergleichbar ist. Seine Bezeichnung „Anxi“ ist eine Transliteration des Namens Arsakiden, der Herrscherdynastie des Partherreichs.
„Anxi ist einige tausend Li westlich von den Großen Yuezhi gelegen. Das Volk ist in seinem Land sesshaft, bestellt die Felder und pflanzt Reis und Weizen. Sie stellen auch Wein aus Trauben her. Wie das Volk von Dayuan (Ferghana) haben sie ummauerte Städte, und in ihrem Reich gibt es einige hundert Städte verschiedener Größe. Die Münzen des Landes sind von Silber und tragen das Bildnis des Königs. Wenn der König stirbt, wird die Währung sofort geändert, und die neuen Münzen werden mit dem Gesicht des Nachfolgers geprägt. Das Volk fertigt Aufzeichnungen an, indem sie auf waagerechte Lederstreifen schreiben. Westlich von ihnen liegen Tiaozhi (Mesopotamien), Yancai und Lixuan (Hyrcanien).“

#### Tiaozhi (Mesopotamien/Charakene)
Über Mesopotamien, das Nachbarland der Parther, schreibt Zhang Qian in gröberen Zügen. Dies ist der Tatsache geschuldet, dass er dieses Land nicht selbst besucht hat und sich auf die Berichte Anderer verlassen musste.
„Tiaozhi ist einige tausend Li westlich von Anxi (Parthien) gelegen und grenzt an das Westliche Meer (Persischer Golf? Mittelmeer?). Es ist heiß und feucht, und das Volk lebt vom Ackerbau und pflanzt Reis an… Die Bewohner sind zahlreich und werden von verschiedenen kleinen Fürsten regiert. Der Herrscher von Anxi gibt diesen Fürsten Befehle und behandelt sie wie Vasallen.“

#### Kangju (Sogdien)
Zhang Qian besuchte persönlich das Gebiet von Sogdien, das von Nomaden besiedelt war. Er berichtet:
„Kangju ist etwa 2000 Li (1000 km) nordwestlich von Dayuan (Baktrien) gelegen. Seine Bewohner sind Nomaden und ähneln den Yuezhi in ihren Bräuchen. Sie verfügen über 80.000–90.000 geschickte Bogenschützen. Das Land ist klein und liegt an der Grenze zu Dayuan. Es erkennt die Oberherrschaft der Yuezhi im Süden und der Xiongnu im Osten an.“

#### Yancai (Turkestan)
Ein weiteres Gebiet, das vermutlich von den Sarmaten bewohnt wurde und das Zhang Qian „Yancai“ nennt, beschreibt er als jenseits von Kangju gelegen.
„Yancai liegt etwa 2000 Li (1000 km) nordwestlich von Kangju. Seine Bewohner sind Nomaden, und ihre Bräuche ähneln größtenteils denen der Bewohner von Kangju. Mehr als 100.000 Bogenschützen leben in dem Land, und seine Grenze ist ein großer, uferloser See, der vielleicht das Nördliche Meer sein mag (Aralsee).“

### Rückkehr nach China
Als Zhang Qian nach China zurückkehren wollte, wurde er abermals von den Xiongnu gefangen genommen. Wieder verschonten sie sein Leben, weil sie sein Pflichtbewusstsein und seine Furchtlosigkeit im Angesicht des Todes beeindruckten. Zwei Jahre später starb der Anführer der Xiongnu, und in den Wirren entkam Zhang Qian.
Im Jahr 125, 13 Jahre nach seinem Abschied, gelangte Zhang Qian nach China zurück. Sein Bericht machte dem Kaiser deutlich, dass im Westen hochentwickelte Zivilisationen existierten, mit denen China lohnende diplomatische Bande knüpfen könnte. Das Shiji schreibt: „Der Kaiser erfuhr von Dayuan, Daxia, Anxi und anderen Ländern, die reich an ungewöhnlichen Gütern sind, und deren Völker das Land bestellen und ihr Leben in vielen Dingen wie die Chinesen führen. Alle diese Staaten, so lernte er, waren militärisch schwach und wussten die Güte und das Wohlwollen von Han zu schätzen.“
Zhang Qian wurde im Jahr 119 auf eine weitere, diesmal besser vorbereitete Mission geschickt, um Handelsbeziehungen zu den Wusun aufzunehmen. Die Mission war ein voller Erfolg und führte zu Handelsbeziehungen zwischen Persien und China.

## Verdienst und Wirkung
Durch Zhang Qians Reise und Berichte entwickelten sich Handelsbeziehungen zwischen China und Zentralasien, die bis in den Nahen Osten reichten. Im 2. und 1. vorchristlichen Jahrhundert wurden viele Gesandtschaften auf demselben Weg nach Westen geschickt, was zur Entstehung der Seidenstraße führte. Dem Shiji zufolge nahmen an der größten Expedition viele hundert Mann teil, während selbst die kleineren Gesandtschaften mehr als hundert Mann umfassten. Binnen eines Jahres wurden fünf oder sechs, manchmal zehn Missionen losgeschickt. Schon früh begann der Austausch kleinerer Gegenstände, die im Osten bis Guangzhou gelangten. Im Grab des Königs Wen von Nan-Yue (122 v. Chr.) fand man eine persische Schachtel und zahlreiche Artefakte zentralasiatischer Herkunft.
Um 120 v. Chr. gelangten die ersten buddhistischen Statuen nach China. Zeichnungen in den Mogao-Grotten in Dunhuang stellen Kaiser Wu dar, der zwei dieser Statuen anbetet. Sie werden beschrieben als „goldene Männer, 120 v. Chr. von einem Han-General nach seinem Feldzug gegen die Nomaden hergebracht“. In historischen Aufzeichnungen gibt es jedoch keine Hinweise darauf, dass Kaiser Wu dem Buddha gehuldigt habe.
Auf eine Botschaft der Chinesen nach Parthien folgte im Jahr 100 v. Chr. eine Gesandtschaft der Parther, die Sima Qian wie folgt beschreibt:
„Als die Gesandtschaft von Han erstmals das Königreich Anxi besuchte, schickte der König 20.000 Reiter voraus, um sie an der östlichen Grenze seines Reiches zu empfangen… Als die Gesandtschaft sich anschickte, nach China zurückzukehren, gab ihnen der König eine Eskorte mit… Der Kaiser war darüber erfreut.“
Neben den Kontakten mit Zentral- und Westasien begannen nach Zhang Qians Reise auch die chinesisch-römischen Beziehungen. Der römische Historiker Florus beschreibt zahlreiche Gesandtschaften, auch eine der Seres (Chinesen) zum ersten römischen Kaiser Augustus, der von 27 v. Chr. bis 14 n. Chr. regierte:
„Sogar die übrigen Völker der Welt, die dem Kaiser nicht untertan waren, spürten seine Größe und Erhabenheit und blickten mit Hochachtung auf das römische Volk, den großen Bezwinger der Völker. Drum schickten selbst die Skythen und Sarmaten Gesandtschaften, um Roms Freundschaft zu erlangen. Ja es kamen gar die Serer und die Inder, welche jenseits der senkrechten Sonne leben, und brachten kostbare Steine, Perlen und Elefanten als Geschenk. Doch diese Gaben verblassten angesichts der mühevollen Reise, die sie unternommen hatten, und die vier Jahre erfordert hatte. Man braucht wahrlich nur ihr Staunen zu erwähnen, um zu bemerken, dass sie Bewohner einer anderen Welt sind als der unseren.“
Im Jahr 97 n. Chr. erreichte der chinesische General Ban Chao mit 70.000 Mann das Kaspische Meer und richtete direkten militärischen Austausch mit dem Partherreich ein. Er schickte sogar in Gestalt seines Offiziers Gan Ying eine Gesandtschaft nach Rom, die jedoch ihr Ziel nicht erreichte.
Seit 166 n. Chr. gab es mehrere Gesandtschaften der Römer, die in den Aufzeichnungen des chinesischen Kaiserhofes vermerkt sind. Weitere herausragende chinesische Entdecker waren Faxian, Xuanzang und Zheng He.
In Taiwan wurde eine Fregatte der Oliver-Hazard-Perry-Klasse auf den Namen „Zhang Qian (Chang Chien)“ getauft. Sie steht heute im Dienst der Republik China.
Das Grab des Zhang Qian in Hanzhong ist seit 2014 Bestandteil der UNESCO-Welterbestätte mit dem Titel Seidenstraßen: das Straßennetzwerk des Chang'an-Tianshan-Korridors.